# Brethren
Brethren är en ort i Manistee County, Michigan, USA.